# Eleições nos Estados Unidos em 2010
As eleições legislativas nos Estados Unidos em 2010 foram eleições de meio de mandato, realizadas no dia 2 de novembro de 2010. Todas as 435 vagas da Câmara dos Representantes e 37 vagas nos 100 assentos no Senado dos Estados Unidos foram disputadas nesta eleição, juntamente com 38 governos estaduais e territoriais, 46 legislaturas de estado, quatro territoriais e várias locais.
Elas se caracterizaram por um forte avanço do Partido Republicano - configurando uma das maiores derrotas democratas no pós-guerra - e pela eleição, principalmente na Câmara, de muitas personalidades do novo movimento Tea Party. Entre os democratas, as perdas foram especialmente grandes de membros da coalização Blue Dog. As eleições resultaram na obtenção da maioria pelos republicanos na Câmara dos Representantes, ao passo que os democratas conservaram sua maioria no Senado, ainda que tenham perdido cadeiras também nessa Casa.

## Eleições legislativas

### Eleições no Senado

Cadeiras mantidas pelos democratas
Cadeiras mantidas pelos republicanos
Ganhos do Partido Republicano.

37 das 100 cadeiras do Senado americano foram disputadas nessas eleições, compostas por: 34 cadeiras da Classe III, que estiveram sob escrutínio nas eleições de 2004; e três cadeiras, disputadas excepcionalmente por circunstâncias políticas, dos estados de Delaware, de Nova Iorque, e da Virgínia Ocidental.
Após a apuração dos votos, verificou-se uma redução da maioria democrata, que passou de 57 a 41 republicanos para 51 a 47, com dois independentes. Um resultado, no Alasca, ainda está sendo apurado, mas a vitória será do Partido Republicano.
| % | Composição final    |                 |    |            |        |         |
|   | Partido Republicano | Mitch McConnell | 24 | 33 683 792 | 49,7 % | 47 (+6) |
|   | Partido Democrata   | Harry Reid      | 13 | 30 308 902 | 44,4 % | 51 (-6) |

### Eleições na Câmara dos Representantes

Cadeiras mantidas pelos democratas
Cadeiras mantidas pelos republicanos
Ganhos do Partido Republicano.

Todos os 435 assentos com direito a voto passaram por eleições. Além disso, realizaram-se eleições para escolher os delegados para o Distrito de Columbia e quatro dos cinco territórios.
Os resultados eleitorais evidenciam uma vitória dos republicanos, com a retomada da maioria na Câmara pelo partido. Os republicanos obtiveram 239 cadeiras (aumento de 60), e os democratas, 188 cadeiras (perda de 68); oito resultados ainda estão sendo apurados. Essa foi a maior vitória de um partido na Câmara desde as eleições de 1948.
| % | Composição final    |              |     |            |        |           |
|   | Partido Republicano | John Boehner | 239 | 45 088 676 | 51,6 % | 239 (+60) |
|   | Partido Democrata   | Nancy Pelosi | 188 | 39 107 430 | 44,8 % | 188 (-68) |

## Eleições para governador
Trinta e seis dos cinquenta governadores foram eleitos em 2010. As eleições também se realizaram para os governadores de dois territórios.